# Hebella furax
Hebella furax är en nässeldjursart som beskrevs av Wilfrid Arthur Millard 1957. Hebella furax ingår i släktet Hebella och familjen Hebellidae. Inga underarter finns listade i Catalogue of Life.